# François de Mailly

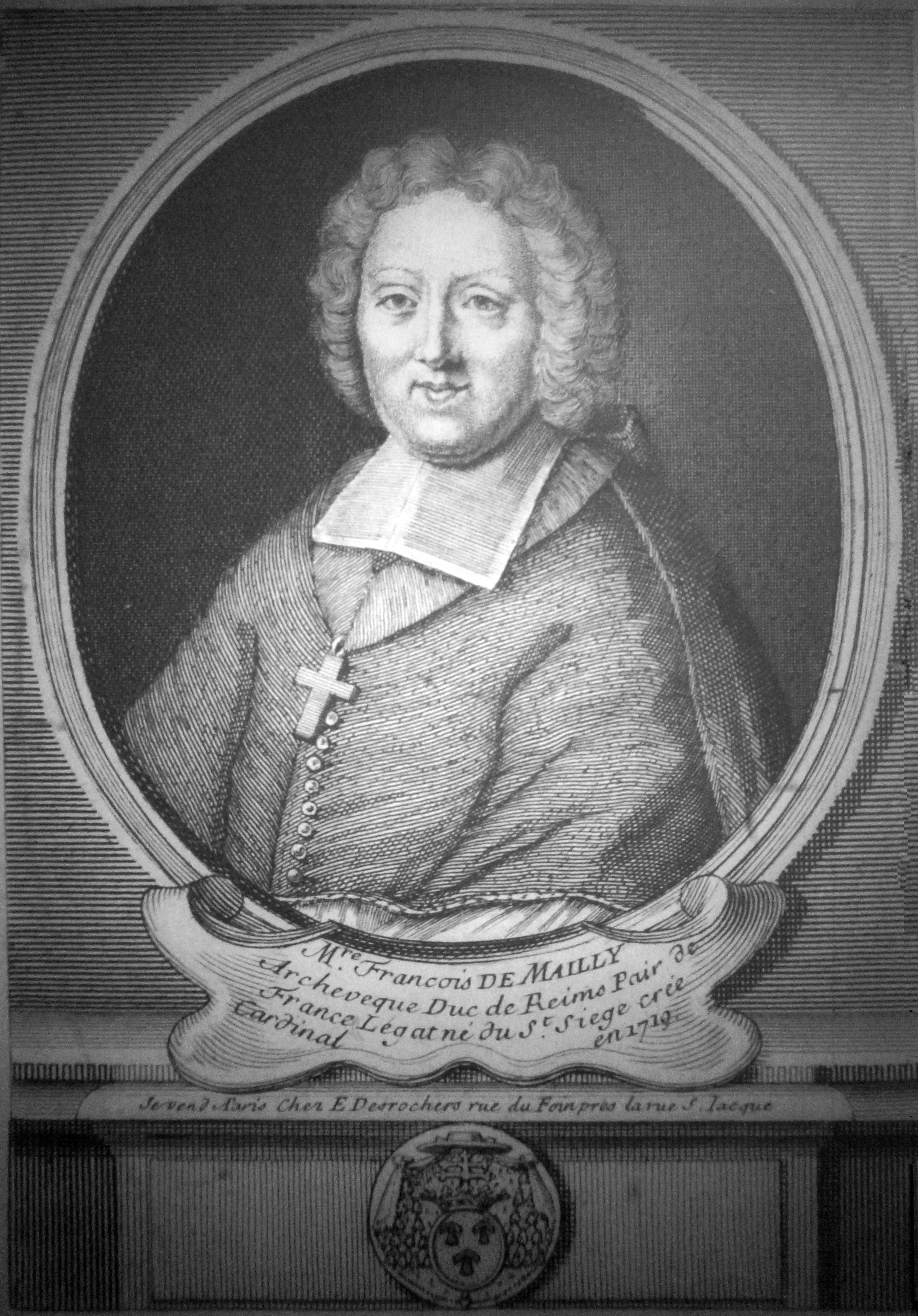
Porträt des Kardinals François de Mailly, Anonym

François de Mailly-Nesle (* 4. März 1658 in Paris; † 13. September 1721 in der Abtei Saint-Thierry an Apoplexie) war Erzbischof von Arles (1697–1710), dann Erzbischof von Reims (1710–1721), Premier Pair de France (1713) und Kardinal (1719).

## Leben
François de Mailly-Nesle war der dritte Sohn von Louis-Charles, Marquis de Nesle et de Montcavrel, und Jeanne de Monchy. Er hatte einen Abschluss in Theologie (Paris) und einen Doktortitel in Rechtswissenschaften (Sorbonne).
Zu seiner Priesterweihe ist nichts überliefert. 1693 wurde er Kommendatarabt von Flavigny, 1694 Almosenier des Königs Ludwig XIV., 1695 Kommendatarabt von Saint-Martin de Massay.
Am 24. Dezember 1697 wurde er von Ludwig XIV. zum Erzbischof von Arles nominiert, am 7. April 1698 wurde er gewählt. Am 11. Mai 1698 wurde er in der Kirche der Abtei Saint-Victor de Paris zum Bischof geweiht, das Pallium erhielt er am 31. Juli 1698. Er bekleidete dieses Amt bis 1710.
Am 12. Juli 1710 wurde er zum Erzbischof von Reims ernannt (was am 1. Dezember bestätigt wurde), wo er die Nachfolge von Le Tellier antrat, das Pallium hierzu erhielt er am 26. Januar 1711. Am 21. Februar 1713 wurde er zum Premier Pair de France ernannt.
Er setzte sich entschieden für die apostolische Konstitution Unigenitus Dei Filius von 1713 ein, die sich gegen den Jansenismus richtete und geriet deswegen in Streit mit dem Klerus seiner Erzdiözese, dem Regenten Philippe d’Orléans und dem Parlement. Die Universität Reims wählte ihn 1717 zu ihrem Rektor, was er aber ablehnte, weil die Universität diese apostolische Konstitution nicht akzeptierte.
Er wurde auf dem Konsistorium vom 29. November 1719 zum Kardinalpriester ernannt; Papst Clemens XI. schickte ihm mit dem apostolischen Schreiben vom 23. Dezember 1719 das rote Birett, allerdings begab er sich nie nach Rom, um den roten Hut und den Titel entgegenzunehmen. Da seine Ernennung nicht vom Regenten beantragt worden war, wurde ihm verboten, die Kardinalsinsignien zu tragen – später akzeptierte der Regent dies doch, und der neue Kardinal erhielt das Birett dann aus den Händen von König Ludwig XV.
1719 (oder 1720) wurde er zum Abt von Saint-Étienne de Caen ernannt. Aus gesundheitlichen Gründen nahm er nicht mehr am Konklave von 1721 teil, auf dem Papst Innozenz XIII. gewählt wurde. François de Mailly starb am 13. September 1721 in seiner Zweitresidenz, der ehemaligen Abtei Saint-Thierry bei Reims. Er wurde in der Kathedrale von Reims bestattet.